# 北方盔花兰
北方盔花兰（学名：Galearis roborowskii）也称北方红门兰，为兰科盔花兰属下的一个种。

## 外觀型態
- 型態：高5-15米。
- 莖：無塊莖，具狹圓柱狀、伸長、平展、肉質的根狀莖。莖直立，圓柱形，基部具2-3枚筒狀鞘，鞘之上具葉。
- 葉：葉1枚，罕2枚，基生，葉片卵形、卵圓形或狹長圓形，直立伸展，長3-9厘米，寬1-2.5厘米，先端鈍或稍尖，基部收狹成抱莖的柄。
- 花：花序具1-5朵花，花紫紅色。花期6-7月。

## 生長環境
產於中國河北、甘肅、青海、新疆、四川西部和西藏南部。生於海拔1700-4500米的山坡林下、灌叢下及高山草地上。亦分布於印度的加瓦爾至不丹。